# Giovanni Jona-Lasinio
Giovanni Jona-Lasinio (* 20. července 1932 Florencie) je italský teoretický fyzik, nejznámější pro své práce v oboru statistické mechaniky a kvantové teorie pole. Byl průkopníkem výzkumu spontánního narušení symetrie, Nambův-Jona-Lasiniův model se jmenuje po něm. K roku 2016 je členem katedry fyziky na univerzitě La Sapienza a je členem italské akademie věd Accademia dei Lincei.

## Život
Narodil se ve Florencii, z otcovy strany měl židovské předky. Vystudoval na univerzitě La Sapienza. Poté odešel na Chicagskou univerzitu, kde působil v letech 1959 - 1960, v letech 1964 - 1965 působil v Evropské organizaci pro jaderný výzkum, následující dva roky strávil na Massachusettském technologickém institutu. Od roku 1970 učil elektrodynamiku na Padovské univerzitě, v roce 1974 se ale vrátil na univerzitu La Sapienza. kde vyučoval matematické metody ve fyzice. V letech 1983 - 1984 působil na univerzitě Paříž VI.
Získal řadu ocenění, zejména Boltzmannovu medaili za statistickou fyziku a cenu Dannieho Heinemanna za matematickou fyziku.